# Маат (звання)

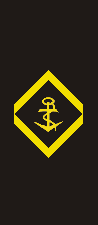
Нарукавний шеврон маата в Бундесмарине

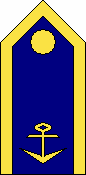
Погон маата бундесмарине

Маат або мат (нім. Maat, пол. mat) — військове звання у військово-морських флотах Німеччини та Польщі.

## В Німеччині
Маат (скорочено — МТ) у німецькому військово-морському флоті (Бундесмарине) — це солдат нижчого рівня унтер-офіцерського чину. Існує 2 ступеня маата — маат (нім. Maat) та обермаат (нім. Obermaat). В інших частинах Бундесверу — в армії та у військово-повітряних силах (Luftwaffe) — маату відповідає військове звання «унтер-офіцер». Морські офіцери вислуговують звання маата в той час, коли є ще кадетами (Seekadett). Відповідно до Статуту внутрішньої служби (Vorg. V) бундесверу — маат має право віддавати накази нижчим за званням солдатам. Звернення до маата на військовому кораблі — «Герр Маат» (Herr Maat), або «Фрау Маат» (Frau Maat), проте за поширеною в німецькому флоті традицією вищестоящі звертаються до маата, як правило, не за званням, а за прізвищем (напр., «Герр Крюгер»).
Раніше звання «маат» застосовувалось і на німецькому вантажному та торговому флоті. То були помічники суднового механіка, боцмана чи кока.

Погон мата в польському ВМФ

## У Польщі
На Балтиці, у тому числі на польських кораблях, мати з'являються ще у XV столітті як середня ланка між матросами та боцманом; вони керували роботами на суднах. Наступними в корабельній ієрархії йшли боцманмати, які заміняли боцмана.
Звання «мат» з'являється в польському військово-морському флоті у 1921 році і відповідає введеному в польській армії у 1918 році званню капрала. У 1921—1971 роках мат займав у службовій ієрархії проміжне місце між старшим матросом і боцманматом. 1971 року в польському ВМФ було введено звання «старший мат».